# Esteban de Zaragoza
Esteban fue un religioso aragonés, sucesivamente obispo de Jaca-Huesca y luego de Zaragoza en el siglo XII. Como tal, fue una de las principales autoridades del Reino de Aragón bajo Alfonso I el Batallador, en cuyo reinado fue una figura clave.

## Biografía
De origen hispano, fue uno de los pocos eclesiásticos de su periodo que no provenía de allende los Pirineos. Empezó su carrera como canónigo en la catedral de Jaca, entonces capital del reino aragonés de Sancho Ramírez. Fue probablemente tutor de su hijo menor, el infante Alfonso Sánchez.
Durante el reinado de su sucesor, Pedro I de Aragón, Huesca fue reconquistada tras la batalla de Alcoraz y la sede catedralicia fue movida allí. En 1099 Esteban fue elegido obispo de Huesca y pronto dio muestras de un carácter beligerante, enfrentándose a los otros obispos del reino (Pedro de Roda de Pamplona y Ramón de Roda de Isábena) por la autoridad sobre las localidades fronterizas. Esteban reclamaba la ribera del río Onsella al primero y la recién conquistada localidad de Barbastro al segundo. Las disputas con Pamplona le causaron problemas con el papado.
En 1104, a la muerte de Pedro I sin hijos supervivientes ascendió al trono su hermano y antiguo alumno de Esteban, Alfonso I de Aragón. El nuevo rey mostró una mayor cercanía personal a Esteban con el que compartía un carácter militante y enérgico, que con Ramón de Roda, originario de allende los Pirineos y con reputación de santo pero poco útil para un periodo bélico. Así, Esteban fue escogido como líder de la fuerza que Alfonso envió a socorrer al condado de Urgel en 1114.
En 1116 Esteban resolvió expeditivamente sus conflictos de lindes con Ramón de Roda expulsándole de Barbastro por la fuerza, con la aquiescencia o al menos la falta de respuesta de Alfonso. El Batallador probablemente consideraba la actitud del obispo de Roda inútil en un contexto de guerras constantes mientras que Esteban había sido uno de sus más útiles vasallos. Ramón se exilió en Francia mientras que Esteban volvía a tensar su relación con el papado.
Aun así, Esteban era una pieza clave del gobierno de Alfonso y fue providencial en la reconquista de Zaragoza en 1118. Fue uno de los financiadores de la campaña y clave en mantener el ímpetu de cruzada cuando la moral flojeó durante el sitio. Pese a ello, la tensa relación con el papa supuso que cuando Alfonso recuperó la antigua sede episcopal, pese a la predilección real por Esteban, fuera elegido Pedro de Librana, un monje bearnés.
Como obispo de Huesca siguió siendo uno de los principales poderes del reino y estuvo presente en las campañas de Alfonso. Probablemente estuviera cerca del rey durante el sitio de Calatayud y la batalla de Cutanda de 1120 y consta su presencia en la creación en 1122 de la Cofradía de Belchite y en la reunión de tropas de 1125 para preparar la expedición militar de Alfonso I de Aragón por Andalucía.
Solo cuando Pedro de Librana falleció, entre abril y septiembre de 1029, tuvo Esteban su oportunidad. Fue nombrado obispo de Zaragoza a principios de febrero de 1130. Antes del 15 de febrero de 1130 ya había sido trasladado Esteban del obispado de Jaca-Huesca al de Zaragoza, sin ocupar ambos simultáneamente, pese a confusiones de autores posteriores.
Como obispo de Zaragoza pasó a ser la mayor autoridad religiosa del reino y un apoyo clave de Gastón de Bearn el tenente de Zaragoza y responsable de la frontera sur durante la campaña occitana de Alfonso I. En 1131 falleció junto a Gastón durante un ataque musulmán en la frontera. Fue sucedido por García Guerra de Majones en la mitra zaragozana.